# Luperomorpha nepalica
Luperomorpha nepalica es una especie de insecto coleóptero de la familia Chrysomelidae. Fue descrita científicamente en 2001 por Kimoto.